# Manuel Raga (1973)
Manuel Raga jr. (Lugano, 13 settembre 1973) è un ex cestista svizzero.
È figlio dell'ex campione messicano Manuel Raga, uno degli artefici della "valanga gialloblu" della Ignis Varese anni '70.

## Palmarès
- Coppa di Svizzera (1999, 2000, 2001, 2002, 2008, 2009)
- Campione di Svizzera (2001, 2002, 2009)
- Campione LNB (2007)